# Асекеевский район
Асекеевский райо́н — административно-территориальная единица (район) и муниципальное образование (муниципальный район) в Оренбургской области России.
Административный центр — село Асекеево.

## География
Асекеевский район расположен на северо-западе Оренбургской области и граничит с севера с Абдулинским районом, с востока и юго-востока — Матвеевским районом, с юга — Грачёвским районом, с запада и северо-запада — с Бугурусланским районом.
Протяжённость района с севера на юг 67 км, с запада на восток 45 км. Площадь района — 2369 км².
Территория района в геоморфологическом отношении представляет собой водоразделы рек Большой Кинель, Малый Кинель, Мочегай, Кисла, Ереуз в виде сыртов широкого направления, с крутыми и обрывистыми южными и пологими северными склонами, расчлененными протоками рек и овражно — балочной сетью. Почвенный покров представлен чернозёмами типичными — 43,7 %, чернозёмами обыкновенными — 20,4 %, в поймах рек — лугово-чернозёмными почвами. По механическому составу почвы глинистые и тяжелосуглинистые, по содержанию гумуса — средне-гумусные.
Климат района отличается непостоянством в разные годы. Среднегодовая температура воздуха +2,5 °C, среднемесячная в январе  -15,5 °C, в июле +20 °C. Среднегодовое количество осадков — 420 мм. Продолжительность вегетационного периода в среднем 135 дней. Снежный покров достигает 36 см, глубина промерзания почвы — 70 см.

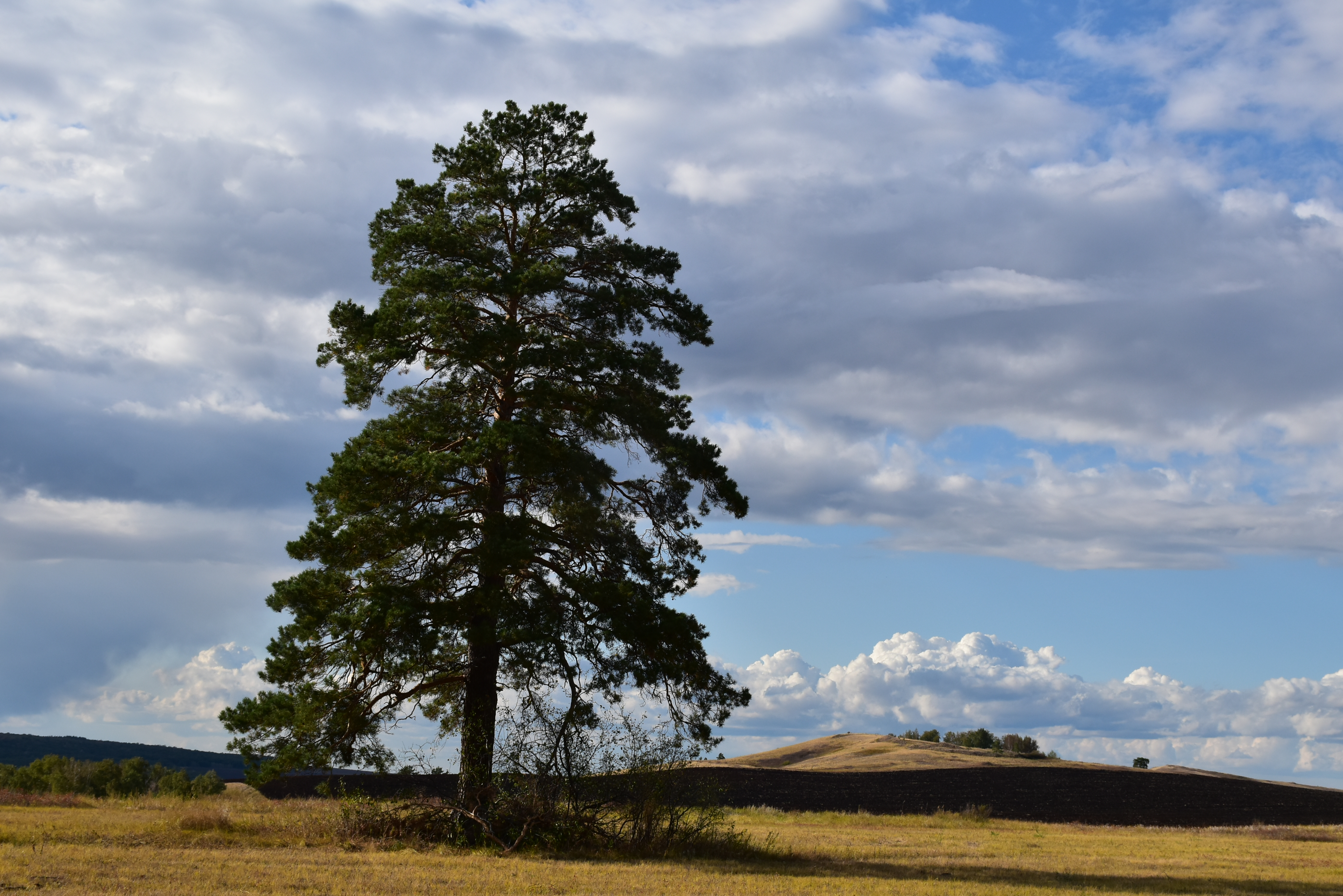
Петровские одиночные сосны

Район расположен в зоне лесостепи. Леса занимают 3,1 % территории, в которых произрастают в основном дуб, береза, осина, липа. В направлении с севера на юг травянистая растительность меняется с разнотравно-луговой на разнотравно-типчаково-ковыльную. На территории района 266 га особо охраняемых земель, где произрастает лекарственная трава (ландыш майский).
Административным центром района является с. Асекеево, расположенное в 330 км от областного центра г. Оренбурга. По территории района проходит железная дорога Самара — Уфа, ближайшая ж.д. станция Асекеево находится в 5 км от районного центра, и автомобильная дорога областного назначения Бугуруслан -Старокутлумбетьево.

## История
Асекеевский район Бугурусланского округа Средне-Волжской области (с октября 1929 года — края) был образован в 1928 году. В его состав вошли 33 сельсовета, которые объединяли 156 населённых пунктов. Численность многонационального населения составляла 31 393 человека: татар — 11 711 человек, русских — 11 666, украинцев — 5393, мордва — 2002 и прочих национальностей — 621 человек.
Площадь района — 1297,69 квадратных километров. На территории района работали 13 мельниц, 7 маслобоен, 14 кустарных частных крупорушек, сыроваренный и кирпичный заводы, совхоз «Заглядинский» со 158 работниками, а также 6160 мелких крестьянских хозяйств.
В 1928—1929 учебном году в районе действовали 34 школы первой ступени, в которых училось 2066 учеников.
В ноябре 1930 года распоряжением Средне-Волжского крайисполкома район был упразднён, его территория была включена в Бугурусланский район. Однако при создании Оренбургской области в декабре 1934 года Асекеевский район снова стал самостоятельной административно-территориальной единицей.
В 1959 году Асекеевский район был объединён с Краснопартизанским районом. В 1963 году Асекеевский район был в очередной раз ликвидирован, и включён в состав Бугурусланского района.
В 1965 году Асекеевский район был создан вновь в нынешних границах.

## Население
| 2002    | 2003    | 2004    | 2009    | 2010    | 2012    | 2013    | 2014    | 2015    |
| ------- | ------- | ------- | ------- | ------- | ------- | ------- | ------- | ------- |
| 24 492  | ↘24 400 | ↘24 200 | ↘22 531 | ↘21 050 | ↘20 292 | ↘19 789 | ↘19 233 | ↘18 831 |
| 2016    | 2017    | 2018    | 2019    | 2020    | 2021    |         |         |         |
| ↘18 472 | ↘18 181 | ↘17 886 | ↘17 563 | ↘17 308 | ↘16 555 |         |         |         |

С 1990 по 1996 годы Асекеевский район увеличивался в основном за счёт миграционного прироста. За эти 7 лет число мигрантов снизилось на 50 % и составило в 1996 году 499 человек, в то же время число выбывших уменьшилось на 16 % и составило 588 человек.
Механический прирост численности населения в 1990 году составил 313 человек, а в 1996 году — обозначилась убыль в 89 человек, что связано как вследствие снижения потока беженцев, так и естественной убыли: в 1996 году по сравнению с 1990 годом по району родилось на 166 меньше детей, а умерло на 124 человека больше.
Национальный состав по переписи 2010 года: татары — 49,5 %; русские — 36,5 %; мордва — 4,5 %; казахи — 2,4 %; украинцы — 2,3 %; чуваши — 2,0 %.

## Территориальное устройство
Асекеевский район как административно-территориальная единица области включает 20 сельсоветов. В рамках организации местного самоуправления, Асекеевский муниципальный район включает соответственно 20 муниципальных образований со статусом сельских поселений (сельсоветов/поссоветов):
| №  | Муниципальное образование      | Административный центр | Количество населённых пунктов | Население (чел.) | Площадь (км²) |
| -- | ------------------------------ | ---------------------- | ----------------------------- | ---------------- | ------------- |
| 1  | Аксютинский сельсовет          | село Аксютино          | 3                             | ↘289             | 224,79        |
| 2  | Алексеевский сельсовет         | село Алексеевка        | 3                             | ↘100             | 68,52         |
| 3  | Асекеевский сельсовет          | село Асекеево          | 3                             | ↘5294            | 120,85        |
| 4  | Баландинский сельсовет         | село Баландино         | 2                             | ↘407             | 133,96        |
| 5  | Воздвиженский сельсовет        | село Воздвиженка       | 3                             | ↘369             | 149,54        |
| 6  | Заглядинский сельсовет         | ж.д. станция Заглядино | 2                             | ↘1709            | 8,49          |
| 7  | Кислинский сельсовет           | село Кисла             | 4                             | ↘249             | 69,96         |
| 8  | Красногорский сельсовет        | посёлок Красногорский  | 2                             | ↘500             | 128,14        |
| 9  | Кутлуевский сельсовет          | село Кутлуево          | 2                             | ↘456             | 109,35        |
| 10 | Лекаревский сельсовет          | село Лекаревка         | 4                             | ↘591             | 137,33        |
| 11 | Мартыновский сельсовет         | село Мартыновка        | 2                             | ↘400             | 74,78         |
| 12 | Мочегаевский сельсовет         | село Мочегай           | 3                             | ↘300             | 116,06        |
| 13 | Новосултангуловский сельсовет  | село Новосултангулово  | 3                             | ↘1059            | 95,75         |
| 14 | Рязановский сельсовет          | село Рязановка         | 2                             | ↘486             | 165,39        |
| 15 | Старокульшариповский сельсовет | село Старокульшарипово | 3                             | ↘984             | 154,37        |
| 16 | Старомукменевский сельсовет    | село Старомукменево    | 3                             | ↘416             | 87,00         |
| 17 | Троицкий сельсовет             | село Троицкое          | 5                             | ↘525             | 95,36         |
| 18 | Чкаловский сельсовет           | посёлок Чкаловский     | 2                             | ↘1645            | 151,72        |
| 19 | Юдинский сельсовет             | посёлок Юдинка         | 3                             | ↘553             | 156,94        |
| 20 | Яковлевский сельсовет          | село Яковлевка         | 5                             | ↘589             | 120,76        |

### Населённые пункты
В Асекеевском районе 59 населённых пунктов.
| №  | Населённый пункт  | Тип          | Население | Муниципальное образование      |
| -- | ----------------- | ------------ | --------- | ------------------------------ |
| 1  | 1314 км           | разъезд      | 0         | Яковлевский сельсовет          |
| 2  | 1334 км           | разъезд      | 0         | Алексеевский сельсовет         |
| 3  | Аксютино          | село         | ↘247      | Аксютинский сельсовет          |
| 4  | Александровка     | деревня      | 36        | Троицкий сельсовет             |
| 5  | Алексеевка        | село         | 272       | Алексеевский сельсовет         |
| 6  | Асекеево          | село         | ↘4907     | Асекеевский сельсовет          |
| 7  | Асекеево          | станция      | 423       | Асекеевский сельсовет          |
| 8  | Баландино         | село         | 523       | Баландинский сельсовет         |
| 9  | Брянчаниново      | село         | 130       | Юдинский сельсовет             |
| 10 | Верхнезаглядино   | деревня      | 79        | Асекеевский сельсовет          |
| 11 | Воздвиженка       | село         | 469       | Воздвиженский сельсовет        |
| 12 | Воскресеновка     | село         | 29        | Алексеевский сельсовет         |
| 13 | Выселки           | деревня      | 90        | Троицкий сельсовет             |
| 14 | Глазово           | посёлок      | 23        | Аксютинский сельсовет          |
| 15 | Горный            | посёлок      | 1         | Рязановский сельсовет          |
| 16 | Донской           | посёлок      | 35        | Троицкий сельсовет             |
| 17 | Думино            | посёлок      | 177       | Аксютинский сельсовет          |
| 18 | Заглядино         | ж.д. станция | 1596      | Заглядинский сельсовет         |
| 19 | Золотой Родник    | деревня      | 150       | Лекаревский сельсовет          |
| 20 | Ивановка          | село         | 244       | Кутлуевский сельсовет          |
| 21 | Игенчеляр         | посёлок      | 0         | Старомукменевский сельсовет    |
| 22 | Казанка           | деревня      | 76        | Баландинский сельсовет         |
| 23 | Каменные Ключи    | село         | 115       | Мочегаевский сельсовет         |
| 24 | Кзыл-Юлдуз        | посёлок      | 43        | Кислинский сельсовет           |
| 25 | Кисла             | село         | 267       | Кислинский сельсовет           |
| 26 | Кисла             | разъезд      | 0         | Яковлевский сельсовет          |
| 27 | Козловка          | деревня      | 75        | Воздвиженский сельсовет        |
| 28 | Красногорский     | посёлок      | 613       | Красногорский сельсовет        |
| 29 | Курбанай          | посёлок      | 150       | Новосултангуловский сельсовет  |
| 30 | Кутлуево          | село         | 526       | Кутлуевский сельсовет          |
| 31 | Лекаревка         | село         | 399       | Лекаревский сельсовет          |
| 32 | Мартыновка        | село         | 346       | Мартыновский сельсовет         |
| 33 | Мияцкое           | село         | 60        | Троицкий сельсовет             |
| 34 | Мокродол          | посёлок      | 158       | Юдинский сельсовет             |
| 35 | Мочегай           | село         | 246       | Мочегаевский сельсовет         |
| 36 | Мулланур          | посёлок      | 190       | Старокульшариповский сельсовет |
| 37 | Муслимовка        | посёлок      | 23        | Кислинский сельсовет           |
| 38 | Николаевка        | село         | 65        | Яковлевский сельсовет          |
| 39 | Новокульшарипово  | село         | 192       | Старокульшариповский сельсовет |
| 40 | Новосултангулово  | село         | 721       | Новосултангуловский сельсовет  |
| 41 | Огонёк            | посёлок      | 45        | Красногорский сельсовет        |
| 42 | Островок          | посёлок      | 5         | Воздвиженский сельсовет        |
| 43 | Отделение 3       | посёлок      | 286       | Заглядинский сельсовет         |
| 44 | Петровка          | деревня      | 185       | Лекаревский сельсовет          |
| 45 | Ручеёк            | посёлок      | 41        | Лекаревский сельсовет          |
| 46 | Рязановка         | село         | 702       | Рязановский сельсовет          |
| 47 | Самаркино         | село         | 201       | Мочегаевский сельсовет         |
| 48 | Сосновка          | посёлок      | 190       | Чкаловский сельсовет           |
| 49 | Старокульшарипово | село         | 913       | Старокульшариповский сельсовет |
| 50 | Старомукменево    | село         | 565       | Старомукменевский сельсовет    |
| 51 | Старосултангулово | село         | 396       | Новосултангуловский сельсовет  |
| 52 | Троицкое          | село         | 469       | Троицкий сельсовет             |
| 53 | Филипповка        | станция      | 197       | Мартыновский сельсовет         |
| 54 | Хлебодаровка      | посёлок      | 0         | Кислинский сельсовет           |
| 55 | Чапаево           | посёлок      | 218       | Яковлевский сельсовет          |
| 56 | Чкаловский        | посёлок      | 1709      | Чкаловский сельсовет           |
| 57 | Шамассовка        | посёлок      | 93        | Старомукменевский сельсовет    |
| 58 | Юдинка            | посёлок      | 381       | Юдинский сельсовет             |
| 59 | Яковлевка         | село         | 450       | Яковлевский сельсовет          |

Упразднённые населённые пункты
19 февраля 1999 года были упразднены железнодорожный разъезд 1317-й километр, посёлок Ногино-Важов, посёлок Муллангулово и посёлок Бугульма.
2 июля 2001 года был упразднен разъезд Мочегай.
7 сентября 2007 года были упразднены посёлок Берёзово-Нудатово, посёлок Тарханы, железнодорожная Будка 1326 км и железнодорожный разъезд 1319 км.

## Экономика
Природные условия района располагают для успешного ведения сельского хозяйства, которое является ведущей отраслью района. Удельный вес сельхозугодий составляет 79,6 % от общей площади района, из которых 64,3 % составляет пашня, 2,0 % — сенокосы, 13,3 % — пастбища.
Район имеет также нефтяные месторождения. ООО «Бугурусланнефть» ТНК-BP эксплуатирует 10 нефтяных месторождений такие как, Султангулово-Заглядинское, Южно-Султангуловское, Тарханское, Кушниковское, Ботвинское, Чесноковское, Сакадинское, Воинское, Березовское и Наумовское.
Другими местными полезными ископаемыми являются песок, гравий, глина, камень (песчаник, известняк).

## Транспорт
По территории района проходит железная дорога «Самара—Уфа» (ближайшая ж/д станция Асекеево находится в 5 км от районного центра, но электропоезда останавливаются на платформе 1305 км.) и автомобильная дорога областного назначения «Бугуруслан—Старокутлумбетьево».